# Кранер, Макс
Макс Герман Рихард Кранер (нем. Max Hermann Richard Krahner; 8 марта 1904, Нойштадт-на-Орле, Германская империя — 31 мая 1997, Кёльн, Германия) — гауптштурмфюрер СС и начальник зондеркоманды 1005-Центр.

## Биография
Макс Кранер родился 8 марта 1904 года в семье владельца кожевенной фабрики. Посещал в Нойштадте народную школу и реальное училище, после чего обучался ремеслу кожевника на отцовском предприятии. Кранер сдал экзамен на звание подмастерья и в ходе дальнейшего обучения в кожевенном техникуме сдал общий технический экзамен в 1923 году. До 1932 года работал на кожевенной фабрике своих родителей, затем до 1936 года был задействован в бизнесе своего дяди.
1 января 1931 года вступил в НСДАП (билет № 472617). 15 мая 1933 года был зачислен в ряды СС (№ 9777). С ноября 1936 года служил в секции СД в Лейпциге. В августе 1937 года был переведён в секцию СД в Дессау. В конце 1937 года стал руководителем отделения СД в Йене. В мае 1943 года был переведён в зондеркоманду 4a, находившуюся в Конотопе. Впоследствии служил в ведомстве полиции безопасности и СД в Минске. С 7 декабря 1943 по октябрь 1944 года был начальником зондеркоманды 1005-Центр. В конце января 1944 года в Смолевичах Кранер приказал уничтожить рабочих, использованных при эксгумации массовых захоронений, в газвагенах. 5 июля 1944 года в Слониме в связи с приближением линии фронта к городу Кранер решил убить 50 рабочих, взорвав их в здании жилого бункера. В октябре 1944 года Кранер был откомандирован в Зальцбург, где служил в айнзацгруппе специального назначения «Ильтис» под руководством штандартенфюрера СС Пауля Блобеля. Кранер руководил до конца войны айнзацкомандой № 13, действующей в окрестностях Клагенфурта. Это подразделение боролось с партизанским движением на австрийско-югославской границе.
8 мая 1945 года попал в британский плен, из которого был выпущен 22 июня 1948 года. За принадлежность к СД денацификационной палатой Билефельда 19 января 1949 года был приговорён к двум годам тюремного заключения. Наказание считалось отбытым в связи с учётом времени нахождения в плену. С 1 мая 1950 года работал представителем торговой компании, производящей канцелярские товары в Кельне. 3 декабря 1966 года был помещён в следственный изолятор. 17 октября 1967 года в земельном суде Гамбурга начался судебный процесс против Кранера и двух других обвиняемых. Предметом судебного разбирательства было убийство евреев и других заключенных, использованных при эксгумации массовых захоронений в Белоруссии и Польше, расстрелы и уничтожение в газвагенах. 9 февраля 1968 года был приговорён за убийство в трёх случаях и пособничество в убийстве в шести случаях к пожизненному заключению в тюрьме строгого режима. Отбывал наказание в тюрьме в Мюнстере. В 1977 году в результате помилования был освобождён.